# Mark Kurlansky

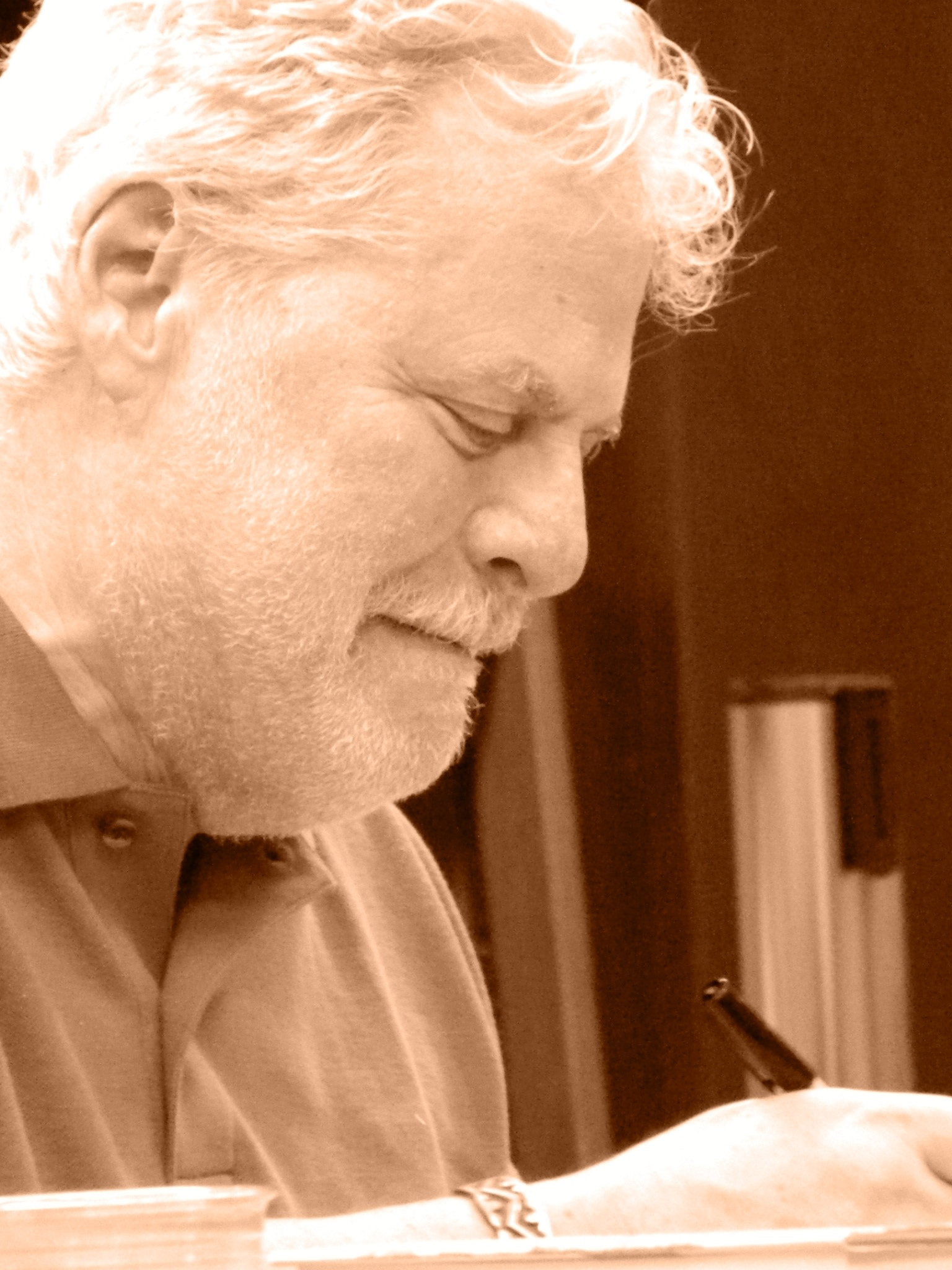
Mark Kurlansky 2013 während einer Signierstunde in New York

Mark Kurlansky (* 7. Dezember 1948 in Hartford, Connecticut) ist ein US-amerikanischer Journalist und Sachbuchautor.

## Leben
Kurlansky erlangte 1970 einen Bachelor of Arts an der Butler University. Nach seinem Abschluss war er zunächst als Bühnenautor tätig, ab 1976 arbeitete er als Auslandskorrespondent in Westeuropa.

## Schriften (Auswahl)
- Cod: A Biography of the Fish That Changed the World (1997), ISBN 0-8027-1326-2
  - deutsch Kabeljau. Der Fisch, der die Welt veränderte. Übersetzung Ulrich Enderwitz. Classen 1999 ISBN 978-3-546-00158-8

- The Basque History of the World (1999), ISBN 0-8027-1349-1
  - deutsch Die Basken. Eine kleine Weltgeschichte. Übersetzung Holger Fliessbach. Classen 2000 ISBN 978-3-546-00213-4

- Salt: A World History (2002), ISBN 0-8027-1373-4[5]
  - deutsch Salz,  der Stoff, der die Welt veränderte. Übersetzung Ulrich Enderwitz und Monika Noll. Classen 2002 ISBN 978-3-546-00231-8

- 1968: The Year that Rocked the World (2004), ISBN 0-345-45581-9
  - deutsch 1968: Das Jahr, das die Welt veränderte. Übersetzung Franca Fritz und Heinrich Koop. Heyne 2007 ISBN 978-3-453-60039-3

- The Big Oyster: History on the Half Shell (2006), ISBN 0-345-47638-7
- The Food of a Younger Land (2009), ISBN 1-59448-865-7
- Milk!: A 10,000-Year Food Fracas (2018), ISBN 978-1-63286-384-3
- Bugless: Why Ladybugs, Butterflies, Fireflies, and Bees are Disappearing (2019), ISBN 978-1547600854
- Salmon and the Earth: The History of a Common Fate (2020), ISBN 978-1938340864
- The Unreasonable Virtue of Fly Fishing (2021), ISBN 978-1635573077
- The Importance of Not Being Ernest: My Life with the Uninvited Hemingway (2022), ISBN 9781642504637